# Marshiella pulvillicornis
Marshiella pulvillicornis är en stekelart som först beskrevs av Walley och Mackay 1963.  Marshiella pulvillicornis ingår i släktet Marshiella och familjen bracksteklar. Inga underarter finns listade i Catalogue of Life.